# Nin'keniitc-kaiyaah
Nin'keniitc-kaiyaah (Ninkannich-kaiya, Nee'taash-kaiyaah), jedna od bandi Eel Wailaki Indijanaca, porodica Athapaskan, na zapadnoj strani Eel Rivera u Kaliforniji, u području od suprotne strane ušća North Fork Eel Rivera, pa prema jugu na jednu milju sjeverno od McDonald Creeka. 
Ime im znači "earth middle people" (Nin'keniitc-kaiyaah) ili "landslide" people (Nee'taash-kaiyaah). Swanton ovu grupu naziva Ninkannich-kaiya. Imali su dva sela: Bischowdaadin i Nin'keniitcit (=earth-the middle). -